# دسته‌بندی مجدد

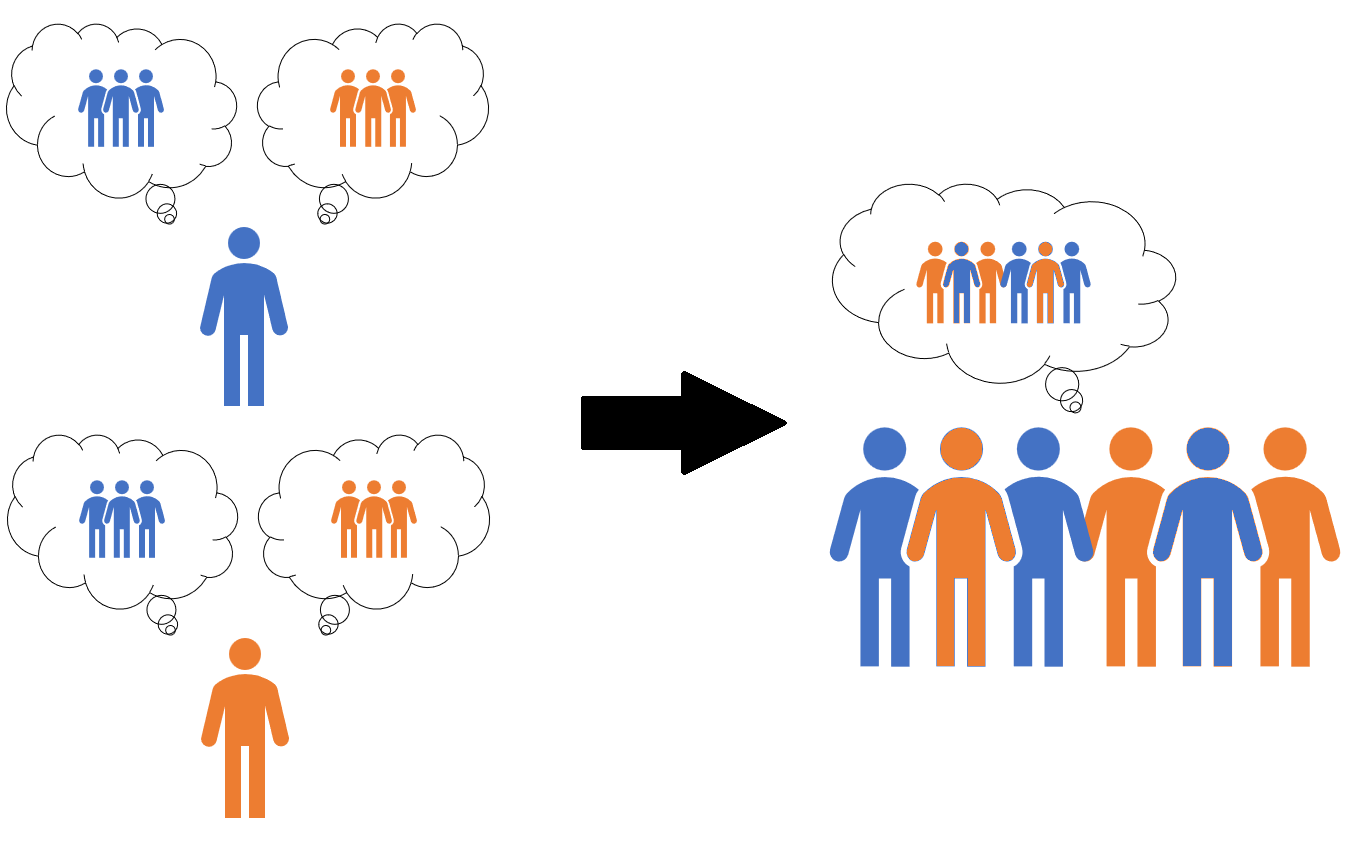
قبل از دسته‌بندی مجدد، افراد با گروه‌های مجزا از هم همذات پنداری می‌کنند. پس از دسته‌بندی مجدد، افراد با گروهی متحد که هویت گروهی قبلی آنها را در بر می‌گیرد، شناسایی می‌شوند.

دسته‌بندی مجدد (انگلیسی: Recategorization)، تغییر در بازنمایی مفهومی یک گروه اجتماعی یا گروه‌ها است. وقتی عمدی باشد، دسته‌بندی مجدد اغلب به منظور کاهش سوگیری با برجسته کردن هویت مشترک درون گروهی که هویت‌های گروهی طبقه‌بندی قبلی را در بر می‌گیرد، تشویق می‌شود. این هویت درون گروهی مشترک فراگیرتر از هویت‌های گروهی از قبل موجود است و مفاهیم یک «ما» درون گروهی و برون گروهی و «آنها» را به یک گروه برتر «ما» تغییر می‌دهد و می‌تواند منجر به جانب‌گرایی درون-گروه
نسبت به گروه های بیرونی سابق و افزایش رفتار اجتماعی شود. هویت‌های درون گروهی مشترک می‌توانند حول اهداف مافوق، سرنوشت مشترک درک شده یا هویت‌های گروهی مافوق از قبل ساخته شوند و با تماس مثبت بین گروهی پشتیبانی شوند.